# Purpurkehl-Glanzschwänzchen
Das Purpurkehl-Glanzschwänzchen (Metallura odomae) oder Neblina-Glanzschwänzchen ist eine Vogelart aus der Familie der Kolibris (Trochilidae). Die Art hat ein begrenztes Verbreitungsgebiet in den südamerikanischen Ländern Ecuador und Peru. Der Bestand wird von der IUCN als „nicht gefährdet“ (least concern) eingestuft.

## Merkmale
Das Purpurkehl-Glanzschwänzchen erreicht eine Körperlänge von etwa 9 cm, wobei der kurze gerade Schnabel 1,5 cm ausmacht. Das Männchen glänzt auf der Oberseite dunkel grünbronzefarben und hat einen kleinen weißen Fleck hinter dem Auge. Die Kehle glitzert rötlich lila. Die Unterseite wirkt stumpf bronzegrün, wobei die Federn oft braungelb geschuppt sind. Die Unterschwanzfedern sind rötlich gesäumt. Der Schwanz ist an der Oberseite bronzebläulichgrün und an der Unterseite hellgrün gefärbt. Die Färbung der Weibchen ähnelt der der Männchen, doch ist die Oberseite des Schwanzes mehr bronzefarben. Die Unterseite ist etwas mehr weißlich bis gelbbraun geschuppt.

## Lebensweise
Die Männchen des Purpurkehl-Glanzschwänzchens scheinen tendenziell in der Unterzahl zu sein. Das Verhalten ist wie das des Grünen Glanzschwänzchens und des Smaragdkehl-Glanzschwänzchens. Der relativ aggressive kleine Kolibri bewegt sich und sitzt meist in Höhen zwischen 1 und 5 Metern. Um an den Blütennektar zu gelangen, klammert er sich eher an den Blüten an, als dass er vor ihnen schwirrt. Wenn es um die Verteidigung der Blüten an Büschen und Hecken in der Nähe von Waldrändern geht, ist das Verhalten zurückhaltend, aber territorial.

## Verbreitung und Lebensraum

Verbreitungsgebiet des Purpurkehl-Glanzschwänzchens

Die Art kommt nur sehr lokal in Waldgebieten nahe der Baumgrenze in den Anden der Provinz Zamora Chinchipe und der angrenzenden Provinz Loja vor. Entdeckt wurde sie erst 1989 von Michael Kessler im Nationalpark Podocarpus. Hier scheint sie im feuchten Páramo bei den Lagunas del Compadre relativ häufig vorzukommen. Weitere Beobachtungen gibt es vom Cerro Toledo. Gelegentlich wurde sie bis an die Grenze von Peru gesehen. Kleinere Populationen wurden zudem im Tal des Río Angashcola im Süden von Loja gesichtet. Die meisten Sichtungen stammen aus Höhenlagen von 2950 bis 3400 Metern, aber auch noch in 3650 Meter Höhe.

## Lautäußerungen
Der Ruf klingt wie eine abnehmende Reihe von vier bis fünf zi-Tönen, gefolgt von weiteren ungeordneten Tönen.

## Etymologie und Forschungsgeschichte
Gary Russell Graves beschrieb das Purpurkehl-Glanzschwänzchen unter dem heutigen Namen Metallura odomae. Das Typusexemplar stammte aus der Nähe von Cerro Chinguela und wurde von Richard D. Semba präpariert. Die Gattung Metallura war 1849 von John Gould eingeführt worden. Das Wort Metallura leitet sich von den griechischen Wörtern μέταλλον métallon für „Metall“ und ουρά ourá für „Schwanz“ ab. Das Artepitheton ist Babette Moore Odom (1911–1984) gewidmet, die einige Forschungsreisen in Peru finanziell gefördert hatte.